# Rafael Rodríguez Santana
Rafael Carlos Rodríguez Santana es un biólogo español.
Se ha especializado en el estudio de los isópodos terrestres y los insectos de la península ibérica y Canarias.

## Génerosyespeciesdescritas
- Armadillidium amicorum
- Porcellio ancararum
- Porcellio babilonus
- Porcellio eserensis
- Porcellio medinae
- Soteriscus disimilis
- Soteriscus trilineatus
- Venezillo fillolae

## Epónimos
- Halophiloscia rodriguezi